# إدارة بطيئة
هي مجموعة من الممارسات الإدارية البديلة الهادفة لخلق بيئة تعاونية، مستقرة و مستدامة لصالح التنمية البشرية. 
تُعتبر طريقة لخلق بيئة عمل أكثر إنسانية ومستدامة، مما يعزز الإنتاجية والرضا على المدى الطويل. وتركز على الجودة بدلالإندفاع لإنجاز المهام بسرعة . وتهتم بالإنسان عن طريق التركيز على رفاهية الموظفين وتوفير بيئة عمل داعمة ومتوازنة مع التشجيع على التحليل والتفكير العميق والتكيف مع التغييرات بشكل تدريجي و مدروس بدلا من التغييرات السريعة والجدرية .
ولد هذا المفهوم بالتوازي مع الوجبات البطيئة التي جاءت ردا على الوجبات السريعة.

## سلبياتالإدارةالسريعة
ظهر مفهوم الإدارة السريعة بالموازاة مع السباق نحو النمو و زيادة الربحية المستوحات من نظريات تنظيم العمل كنظريات تايلور و يذكر منها
النظرية الاجتماعية الاقتصادية التي تعتبر أن للإنسان قدرة عمل مساوية للآلة و بالتالي أن لهما نفس الأنتجية و نفس الريتم.
هذا النوع من الإدارة يشجع العمل الفردي و يفرض ظروف عمل تطغى عليها السيطرة و القلق، فالعامل يحس أنه مراقب متعقب باستمرار مما يولد عدم الثقة في النفس بسبب مسؤوليهم الذين يحطون من هممهم و يخلقون جو محبط يسوده الاستياء، السبب المؤدي إلى انخفاض الإنتاجية.

## الإدارة البطيئة فلسفة بحد ذاتها
نظرا للصعوبات التي تنتج عن الإدارة السريعة و فشل أساليب الإدارة التقليدية، تقترح الإدارة البطيئة نظرة جديدة للإدارة أين تكون الربحية و الإنتاجية مستندة على العنصر البشري، هذا المفهوم الذي ظهر في عام 2004 و الذي كان وليد فكرة هايكيه بروك و غوشال سومنترة يتجلى من خلال تطبيقات عملية يذكر منها:
- فهم أهمية رأس المال البشري و رأس المال الطبيعي في الميزانيات المحاسبية للشركة.
- اعتماد سياسة عمل مريحة و واعدة.
- الحرص على وجود اتصالات تصاعدية أكثر (من العمال إلى المسؤولين).[2]